# Олихвер, Руслан Иосифович
Руслан Иосифович Олихвер (род. 11 апреля 1969, Рига) — волейболист и спортивный менеджер. С 1989 по 2002 год — игрок сборных СССР, СНГ и России. Заслуженный мастер спорта СССР и России.

## Биография
Руслан Олихвер начал заниматься волейболом в 11 лет в Риге, его первым тренером был Виктор Михайленко. До 1992 года играл в рижском «Радиотехнике», дважды становился бронзовым призёром чемпионатов СССР.
После победы на молодёжном чемпионате мира в 1989 году был приглашён в сборную СССР, дебютировав в её составе в розыгрыше Кубка мира. В 1990 году стал бронзовым призёром чемпионата мира, в 1991-м — победителем чемпионата Европы и Кубка мира. В 1992 году Руслан Олихвер в составе сборной СНГ выступал на Олимпийских играх в Барселоне.
После распада СССР уехал в Италию, защищал цвета «Лацио» и «Модены», с последней выиграл чемпионат, два Кубка Италии и Кубок Кубков. Затем четыре сезона провёл в составе бразильского «Репорта» из Сузану, а в 1999—2000 годах вновь играл в Италии за «Кунео». Вернувшись на год в Бразилию, выступал в составе команды «Васко да Гама».
С 1993 по 2000 год Руслан Олихвер беспрерывно выступал в составе сборной России. После Олимпийских игр в Сиднее (третьих в карьере Руслана, принёсших ему серебряную медаль), он объявил о завершении карьеры в сборной, но в 2001 году вследствие болезни Алексея Кулешова согласился помочь национальной команде на чемпионате Европы в Остраве. В 2002 году был капитаном сборной России, выигравшей Мировую лигу и ставшей финалистом чемпионата мира.
К этому время Олихвер окончательно вернулся в Россию: в сезоне-2001/02 он играл за МГТУ-«Лужники», а осенью 2002 года перешёл в казанское «Динамо», отыграв в его составе один сезон в высшей лиге «А», а затем ещё три в Суперлиге. В чемпионате России 2006/2007 годов Руслан Олихвер защищал цвета новоуренгойского «Факела», на финише своей долгой карьеры стал обладателем Кубка Европейской конфедерации волейбола.
Весной 2007 года Руслан Олихвер приступил к обязанностям генерального менеджера мужской сборной России и московского «Динамо». С декабря 2009 года до июля 2015 года работал генеральным директором женского волейбольного клуба «Динамо» (Краснодар).

## Достижения

### Со сборными
- Чемпион Европы (1988) и мира (1989) среди молодёжных команд.
- Серебряный призёр XXVII Олимпийских игр в Сиднее (2000).
- Серебряный призёр чемпионата мира (2002), бронзовый призёр чемпионата мира (1990).
- Чемпион Европы (1991), серебряный (1999) и бронзовый (1993, 2001) призёр чемпионатов Европы.
- 2-кратный обладатель Кубка мира (1991, 1999), бронзовый призёр Кубка мира (1989).
- Победитель Мировой лиги (2002), серебряный (1993, 1998, 2000) и бронзовый (1997) призёр Мировой лиги.

### С клубами
- Бронзовый призёр чемпионатов СССР (1989/90, 1990/91).
- Чемпион Италии (1994/95).
- 2-кратный обладатель Кубка Италии (1993/94, 1994/95).
- Обладатель Суперкубка Италии (1999).
- Победитель Кубка обладателей Кубков европейских стран (1994/95).
- Победитель Кубка Европейской конфедерации волейбола (2006/07).
- Чемпион Бразилии (1996/97), серебряный призёр чемпионата Бразилии (1995/96).
- Серебряный (2001/02) и бронзовый (2003/04, 2004/05) призёр чемпионатов России.
- Обладатель Кубка России (2004).

### Личные
- Единственный заслуженный мастер спорта по волейболу двух стран — СССР и России (звания присвоены соответственно в 1992 и 1999 годах).[источник не указан 2780 дней]
- В 1991 и 1993 годах выступал в составе сборной мира в серии матчей против Италии и Бразилии.
- В 1992 году был признан лучшим блокирующим Мировой лиги.
- Входит в состав клубов «200» и «2000» — с 1993 по 2002 год он сыграл 213 матчей за сборную России, в которых набрал 1113 очков и 1342 отыгранные подачи[2].